# Progymnasmata
Progymnasmata (em grego clássico: προγυμνάσματα "pré-exercícios"; em latim: praeexercitamina) são uma série de exercícios retóricos preliminares que começaram na Grécia Antiga e continuaram durante o Império Romano. Esses exercícios foram executados por alunos de retórica, que iniciaram a escolaridade entre os doze e os quinze anos. O objetivo desses exercícios era preparar os alunos para escrever declamações depois de concluírem sua educação com os gramáticos. Existem apenas quatro manuais sobreviventes de progymnasmata, atribuídos a Élio Téon, Hermógenes de Tarso, Aftônio de Antioquia e Nicolau, o Sofista.